# Volvo ECC
De Volvo ECC, oftewel Environmental Concept Car is een conceptauto gebouwd door Volvo die is gepresenteerd in 1992. Het was een studie naar het hergebruik van materiaal en een milieuvriendelijke, zuinige auto. De auto is gebouwd op het platform van de Volvo 850. De lijnen van deze concept zijn duidelijk herkenbaar in de latere Volvo S80.

## Bijzondere hybride
De auto heeft een hybride aandrijving door middel van de combinatie van een elektromotor en een gasturbine. In tegenstelling tot de meeste hybrides gebruikt de ECC een gasturbine voor extra acceleratie en het bijladen van de accu's. Dit type motoren heeft een hogere thermodynamische efficiëntie dan de traditionele zuigermotoren. In Volvo's ontwerp van de turbine wordt de brandstof verstuifd en met lucht gemengd voor het in de verbrandingskamer komt, wat zorgt voor een zeer lage uitstoot van stikstofoxiden. De bestuurder kan kiezen voor elektrische, gasturbine of hybride aandrijving via knoppen op het dashboard.

## Prestaties
Het maximum aan pk's dat de ECC kan leveren is 95, bij continu gebruik zo'n 75. De weerstandscoëfficiënt is 0,23. Doordat de ECC ongeveer 150 kg meer weegt dan een standaard Volvo 850 duurt de acceleratie van 0-100 km/u iets meer dan 20 seconden. De topsnelheid is 180 km/u. Op accu's alleen kan de ECC zo'n 140 km rijden, met volle tank voor de gasturbine is zijn actieradius ongeveer 668 km.